# Plastic and Reconstructive Surgery
Plastic and Reconstructive Surgery, abgekürzt Plast. Reconstr. Surg., ist eine wissenschaftliche Fachzeitschrift, die vom Lippincott Williams&Wilkins-Verlag im Auftrag der American Society of Plastic Surgeons veröffentlicht wird. Die Zeitschrift erscheint mit zwölf Ausgaben im Jahr. Es werden Arbeiten veröffentlicht, die sich mit der plastischen Chirurgie beschäftigen.
Der Impact Factor lag nach Eigenangaben im Jahr 2017 bei 3,784 (2014: 3,535). Nach der Statistik des ISI Web of Knowledge wurde das Journal 2014 mit einem Impact Factor von 2,993 in der Kategorie Chirurgie an 36. Stelle von 198 Zeitschriften geführt.